# Henk Jonker
Hendrik Pieter (Henk) Jonker (Berkhout, 23 november 1912 – Amsterdam, 24 september 2002) was een Nederlands fotograaf.

## Biografie
Jonker verhuisde op dertienjarige leeftijd naar Amsterdam. Tijdens de oorlog werkte hij bij het Amsterdamse bevolkingsregister en raakte hij betrokken bij het verzet. Hij leerde de fotografe Marie Oestreicher (beter bekend als Maria Austria) kennen, van wie hij de fotografische technieken van het vervalsen van persoonsbewijzen leerde. Hiervan maakte hij dankbaar gebruik voor het verzet, totdat hij zelf in 1944 moest onderduiken.
Na de oorlog concentreerde Henk Jonker zich volledig op de fotografie. Hij trouwde met Maria Austria en richtte met haar en enkele anderen een persbureau onder de naam Particam ("Partizanen Camera") op. Zijn werk in het kader van de wederopbouw oogstte alom erkenning en waardering. Ook zijn foto's van de Watersnood zijn bekend. Hij was als een van de eersten ter plekke en maakte er zijn bekende foto's van mensen op de daken van hun huizen.
Henk Jonker ontmoette in 1963 Manja van Rootselaar met wie hij later trouwde en kreeg met haar in 1964 zijn enige kind, een dochter, Manja. Van 1965 tot 1968 vestigde hij zich als patatbakker in Spanje. Na zijn terugkeer in Nederland was hij verbonden aan fotostudio Harry Pot in Bentveld.
Het Amsterdamse gemeentearchief verkreeg in 1981 een gedeelte van zijn oeuvre, waaruit later een zwart-wit uitgave ontstond met de titel Mensen zonder haast.
Kenmerkend voor zijn werk was het werken in zwart-wit, de technische verfijning, het vastleggen van de kleine momenten (mensen, straattaferelen) en de vele betekenissen die in een foto te ontdekken zijn en die zich pas na goed en aandachtig kijken aan de kijker openbaren.
Foto's van Henk Jonker verschenen in onder meer het Algemeen Handelsblad, Margriet, Time en Der Spiegel.
Vanaf 1986 legde Henk Jonker zich toe op kunstschilderen.